# Fernando Emilio Novas
Fernando Emilio Novas – argentyński paleontolog specjalizujący się w badaniu dinozaurów, ich ewolucji i filogenezy. Obecnie pracuje w dziale anatomii porównawczej i paleontologii kręgowców w Museo Argentino de Ciencias Naturales "Bernardino Rivadavia" w Buenos Aires. Nazwał kilkanaście gatunków dinozaurów, takich jak Abelisaurus comahuensis, Austroraptor cabazai, Megaraptor namunhuaiquii, Orkoraptor burkei, Patagonykus puertai, Puertasaurus reuilli, Skorpiovenator bustingorryi, Tyrannotitan chubutensis, Unenlagia comahuensis.